# The End of the F***ing World
The End of the F***ing World is een Britse drama-komedietelevisieserie uit 2017. De serie is gebaseerd op het stripboek The End of the Fucking World van Charles Forsman. De serie werd matig ontvangen toen deze in eerste instantie op de Britse televisie werd uitgezonden. Internationaal werd er echter enthousiast op de serie gereageerd nadat deze op 5 januari 2018 via Netflix beschikbaar werd gesteld. Een tweede seizoen ging op 4 november 2019 in première, net als het eerste seizoen bestaand uit acht afleveringen.

## Verhaal
De zeventienjarige James denkt dat hij een psychopaat is. Nadat hij talloze dieren heeft gedood, wil hij graag eens proberen om een mens te vermoorden. De eveneens zeventienjarige Alyssa vindt iedereen die ze kent stom en saai. Ze laat op school haar oog vallen op James omdat hij anders lijkt. Wanneer ze hem vraagt om er met zijn tweeën vandoor te gaan, stemt hij in.

## Rolverdeling
| Acteur              | Personage             |
| ------------------- | --------------------- |
| Alex Lawther        | James                 |
| Jessica Barden      | Alyssa                |
| Gemma Whelan        | Eunice Noon           |
| Steve Oram          | Phil, James' vader    |
| Christine Bottomley | Gwen, Alyssa's moeder |